# Каменско (Врбовско)
Каменско (хрв. Kamensko) је насељено место у саставу града Врбовског, Приморско-горанска жупанија, Хрватска.

## Историја
До територијалне реорганизације у Хрватској било је у саставу старе општине Врбовско. Као самостално насеље Каменско постоји од пописа 2001. Настала је издвајањем дела насеља Гомирје.

## Становништво
У попису становништва из 2011. године, Каменско је имало 4 становника.
| Број становника према пописима | Број становника према пописима | Број становника према пописима | Број становника према пописима | Број становника према пописима | Број становника према пописима | Број становника према пописима | Број становника према пописима | Број становника према пописима | Број становника према пописима | Број становника према пописима | Број становника према пописима | Број становника према пописима | Број становника према пописима | Број становника према пописима | Број становника према пописима |
| ------------------------------ | ------------------------------ | ------------------------------ | ------------------------------ | ------------------------------ | ------------------------------ | ------------------------------ | ------------------------------ | ------------------------------ | ------------------------------ | ------------------------------ | ------------------------------ | ------------------------------ | ------------------------------ | ------------------------------ | ------------------------------ |
| 1857                           | 1869                           | 1880                           | 1890                           | 1900                           | 1910                           | 1921                           | 1931                           | 1948                           | 1953                           | 1961                           | 1971                           | 1981                           | 1991                           | 2001                           | 2011                           |
| 0                              | 0                              | 0                              | 60                             | 58                             | 0                              | 0                              | 0                              | 86                             | 80                             | 62                             | 55                             | 20                             | 16                             | 13                             | 4                              |

Напомена: Године 2001. настало издвајањем из насеља Гомирје. У саставу насеља је од 1890. године. Од 1910. до 1931. године подаци су садржани у насељу Поникве (Огулин, Карловачка жупанија).